# Ichneumon wurtembergicus
Ichneumon wurtembergicus là một loài tò vò trong họ Ichneumonidae.